# هيلينا شاغاس
هيلينا شاغاس (مواليد 13 أكتوبر 1961) صحفية برازيلية. ابنة الصحفي السياسي كارلوس شاغاس ، شغلت منصب سكرتير الاتصال الاجتماعي لرئاسة البرازيل من 2011 إلى 2014. واليوم تعمل مستشارة اتصالات.

## الصحافة
تخرجت شاغاس من جامعة برازيليا وذهبت من خلال وسائل الإعلام الرئيسية للمهنية، بعد أن غطت أحداثًا مثل افتتاح الجمهورية الجديدة والجمعية التأسيسية البرازيلية. ابتداءً من جريدة أو غلوبو في عام 1982 انتقلت إلى مجلس الشيوخ البرازيلي كموظفة عامة، وعملت هناك كمراسلة ومنتجة لبرامج المجلس التشريعي. بعد عودتها إلى أو غلوبو في عام 1995 عملت كمنسقة لمجال السياسة، بالإضافة إلى كونها رئيسة التحرير ومديرة فرع برازيليا.
منذ ذلك الحين احتفظ شاغاس بأعمدة في صحيفة أو غلوبو، بالإضافة إلى مدونة للتحليل السياسي على بوابة غلوبو دوت كوم. في عام 2006 شغلت منصب مديرة الصحافة في فرع برازيليا من إس بي تي.

## السياسة
في أبريل 2010 أصبحت شاغاس المنسق الصحفي لحملة ديلما روسيف. في 9 ديسمبر 2010 تم تعيينها سكرتيرة الاتصال الاجتماعي لرئاسة البرازيل. تركت المنصب في 3 فبراير 2014 بعد أن حل محلها توماس ترومان.